# St. Johann und Paul (Graz)

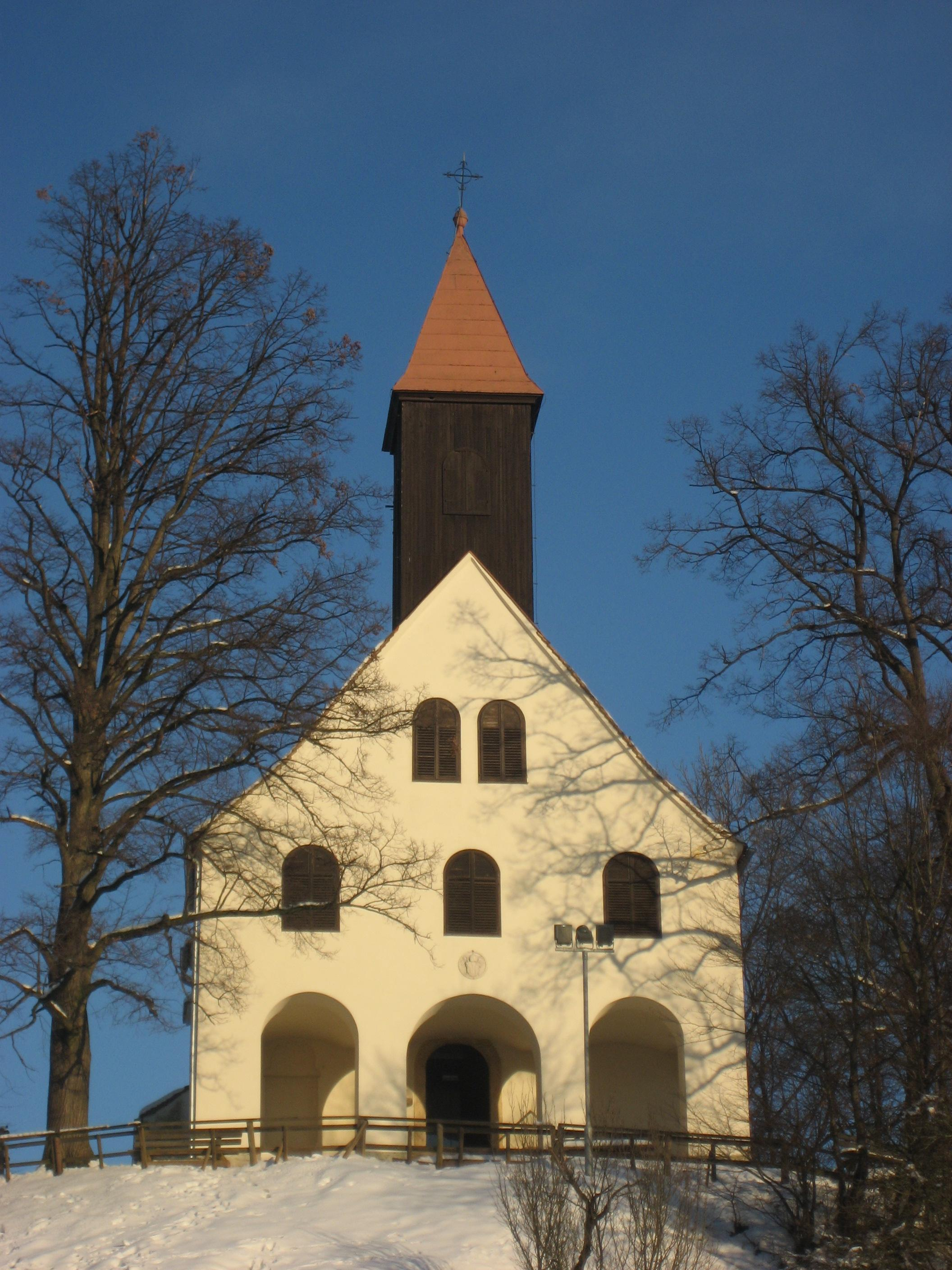
Kirche St. Johann und Paul, Graz

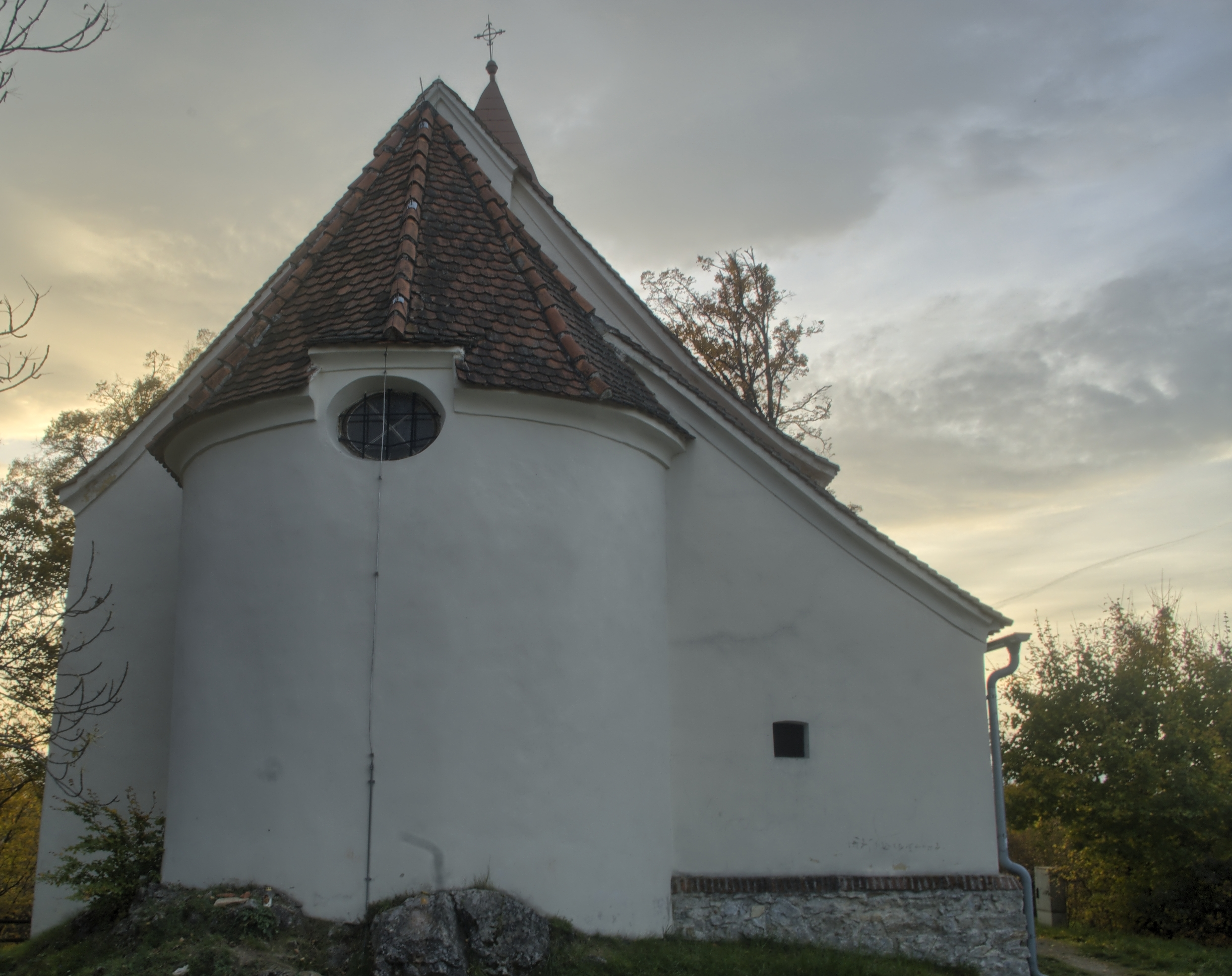
St. Johann und Paul von der Aussichtsplattform östlich der Kirche aus gesehen

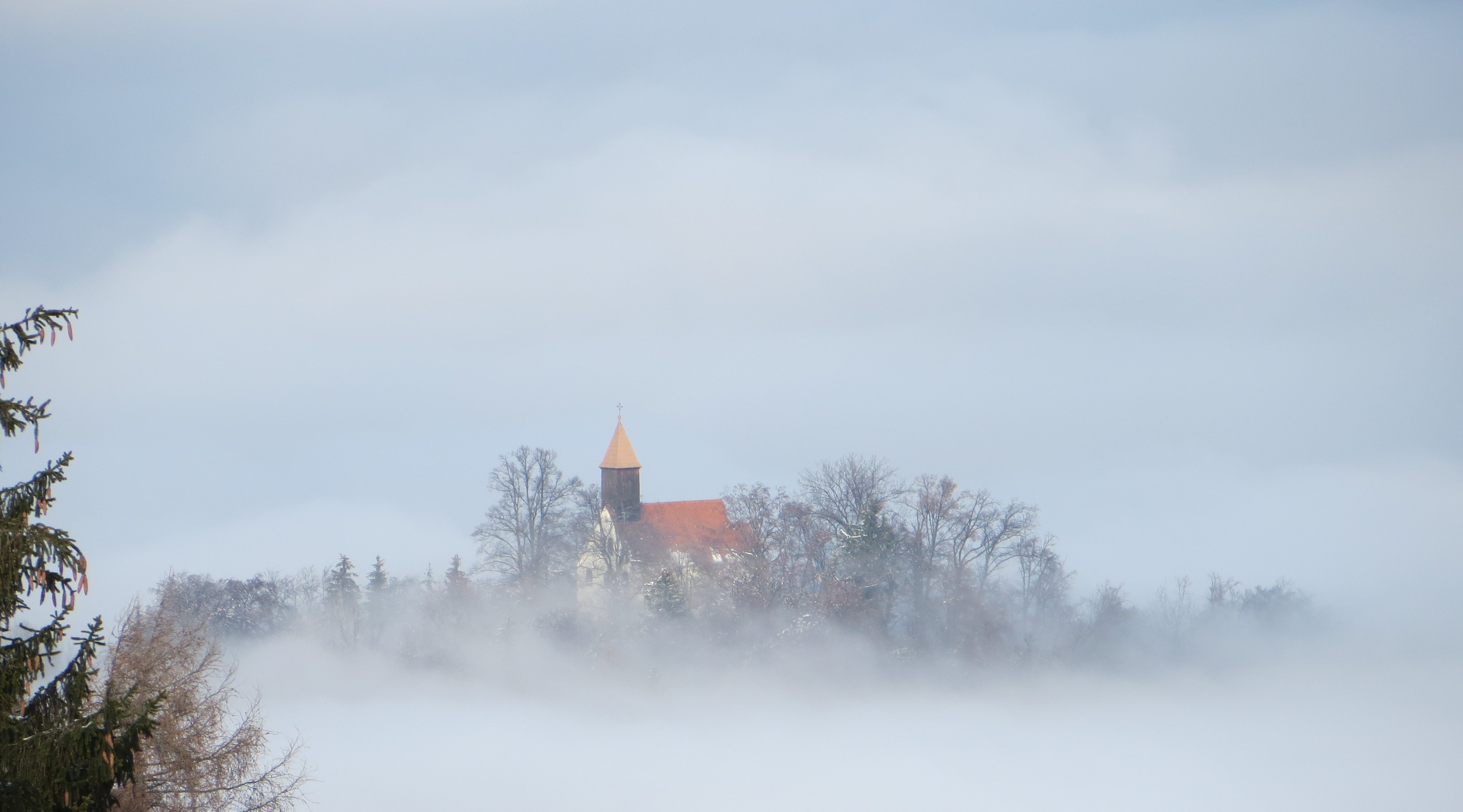
St. Johann und Paul an der Nebelgrenze von der Rudolfswarte aus gesehen

Die Kirche St. Johann und Paul ist eine kleine römisch-katholische Bergkirche im 15. Grazer Stadtbezirk Wetzelsdorf. Sie befindet sich im Eigentum der Stadt Graz und ist als Messkapelle der Pfarre Graz-Christkönig im Dekanat Graz-West der Stadtkirche Graz unterstellt.

## Standort
Das Kirchlein steht auf einer 563 m ü. A. hohen Kuppe aus devonischen Dolomiten 200 m über dem Stadtteil Krottendorf. Die Erhebung markiert einen nördlichen Ausläufer des Buchkogels. Am Südostfuß liegt die Land- und Forstwirtschaftliche Alt-Grottenhof, westlich der Kirche erstreckt sich der Feliferhof-Kessel mit einem großflächig eingezäunten Bundesheer-Schießplatz. Knapp unterhalb der Kuppe befindet sich ein Gasthaus, das aus drei Richtungen auf Wanderwegen sowie auf einer Gemeindestraße erreichbar ist.
Die Kirchenanlage steht auf einem künstlichen Aufbau, dessen Grundriss jedoch nicht mit der Kirche in Zusammenhang steht. Mündlichen Überlieferungen zufolge befanden sich einst anstelle des Kirchleins die Ruinen einer Burg auf der Bergspitze. Hinweise darauf liefern etwa das Mauerwerk unterhalb der Kirche und das Toponym Spielberg (von „spieken“ = spähen), das heute noch für die östlich auslaufende Bergrippe gebraucht wird.

## Geschichte und Gestaltung
Die Kirche liegt von Wald umgeben auf einem Hügelrücken über Wetzelsdorf. Im Jahr 1507 wurde erstmals eine Wallfahrtskirche namens St. Johann am Kögelein erwähnt und war Johannes dem Täufer geweiht. Der Kirchenbau wurde im Stil der Spätrenaissance errichtet. Eine Vergrößerung durch einen Neubau erfolgte zwischen 1589 und 1594 durch eine Stiftung der Erzherzogin Maria Anna von Bayern, der Ehefrau von Erzherzog Karl II. Damit ging auch ein Patroziniumswechsel einher. Pietro Valnegro, der Nachfolger des Hofbaumeisters Giovanni Pietro de Pomis, leitete die Bauarbeiten, bei denen auch das ursprünglich flache Kirchenschiff eine Wölbung erhielt. 
Im Jahr 1895 beschädigte ein Blitzschlag das Kirchengebäude. Es wurde 1896 restauriert.  
Bis 1996 befand sich die Kirche St. Johann und Paul im Besitz des Stiftes Admont, dessen Wappen sich auch am Hochaltar befindet. Seitdem ist die Stadtgemeinde Graz im Besitz der Kirche, sie hat gleichzeitig die Buchkogelgründe vom Stift Admont käuflich erworben.
Eine Abbildung am Hochaltar zeigt die beiden römischen Brüder, Märtyrer und Kirchenpatrone Johannes und Paulus, die der römische Kaiser Julian enthaupten ließ. Eine Schutzmantelmadonna neben einer Darstellung der Erzherzogin Maria findet sich am linken Seitenaltar. Der Admonter Barockmaler Bartolomeo Altomonte schuf die Deckenfresken. Sie zeigen die christlichen Tugenden Glaube, Hoffnung und Liebe sowie Szenen aus den Leben der beiden Kirchenpatrone Johannes und Paulus. Im Zentrum ist die Apotheose der Heiligen dargestellt.

## Archäologische Ausgrabungen
Im Jahr 2004 legten Mitarbeiter des Universalmuseums Joanneum Siedlungsreste aus dem Neolithikum (Jungsteinzeit) frei. Bei den Fundstücken handelt es sich um die ältesten Wohnhäuser der Steiermark. Sie wurden auf die Zeit um 3500 v. Chr. datiert. Nach dem Zuschütten der Siedlungsreste wurde ein Kinderspielplatz errichtet, der thematisch zu den Ausgrabungen passt.